# Луговая (Шатровский район)
Луговая — деревня в Шатровском районе Курганской области. Входит в состав Самохваловского сельсовета.

## География
Расположена примерно в 8 км к юго-западу от села Самохвалово.

## История
До 1917 года в составе Шатровской волости Ялутороского уезда Тобольской губернии. По данным на 1926 год деревня Чëрная состояла из 163 хозяйств. В административном отношении являлась центром Черновского сельсовета Шатровского района Тюменского округа Уральской области.
В 1964 году Указом Президиума ВС РСФСР деревня Чëрная переименована в Луговую.

## Население
| 1989 | 2002 | 2010 |
| ---- | ---- | ---- |
| 7    | ↘3   | ↗7   |

По данным переписи 1926 года в деревне проживало 677 человек (301 мужчина и 376 женщин), в том числе: русские составляли 100 % населения.